# تینو آناند
تینو آناند (به انگلیسی: Tinnu Anand) بازیگر و کارگردان سینمای بالیوود است. وی در تاریخ ۴ می ۱۹۵۳ در شهر مومبای زاده شد. از فیلم‌هایی که وی در آنها بازی کرده می‌توان به گجینی اشاره نمود.

## فیلم‌شناسی
فهرست برخی از فیلم‌هایی که تینو آناند در آن‌ها به ایفای نقش پرداخته‌است:
- گجینی
- همدم
- استاد لاف زدن
- دروازه چین
- رام می‌داند
- سرانجام
- دختری از ماه
- ادعا
- بازیکن
- جی کیشن
- ترش و شیرین
- ضربه چپ و راست
- معجزه
- خمیر
- جنگ
- امنیت
- شورش را درآوردی
- مسیر آتش
- دیدی چی شد!
- بدهکار به زندگی
- لبخند زیبای تو
- مهربانی
- بمبئی
- انقلابی شجاع
- گاهی نه گاهی
- کریشنا
- عروسک گناهکار
- حاصل
- چی می‌شد اگه
- یک راجا و رانی
- جرئت
- تصویر صحبت
- ساهو
- قاضی
- نترس ۳
- بوسه بوسه قسمت
- کمین
- کی راست میگه کی دروغ میگه
- ویرانگر
- قانون و مقررات
- رویاهای هفت رنگ
- پول برگشتی
- تولسی
- تعجب کنید که چه اتفاقی خواهد افتاد
- سیتا رامام
- دل گرفتارت شده
- سالار: قسمت اول - آتش‌بس
- اوباش امروز راجا
- آدیتیا ۳۶۹
- برهما
- دلال